# Юстон (станція)

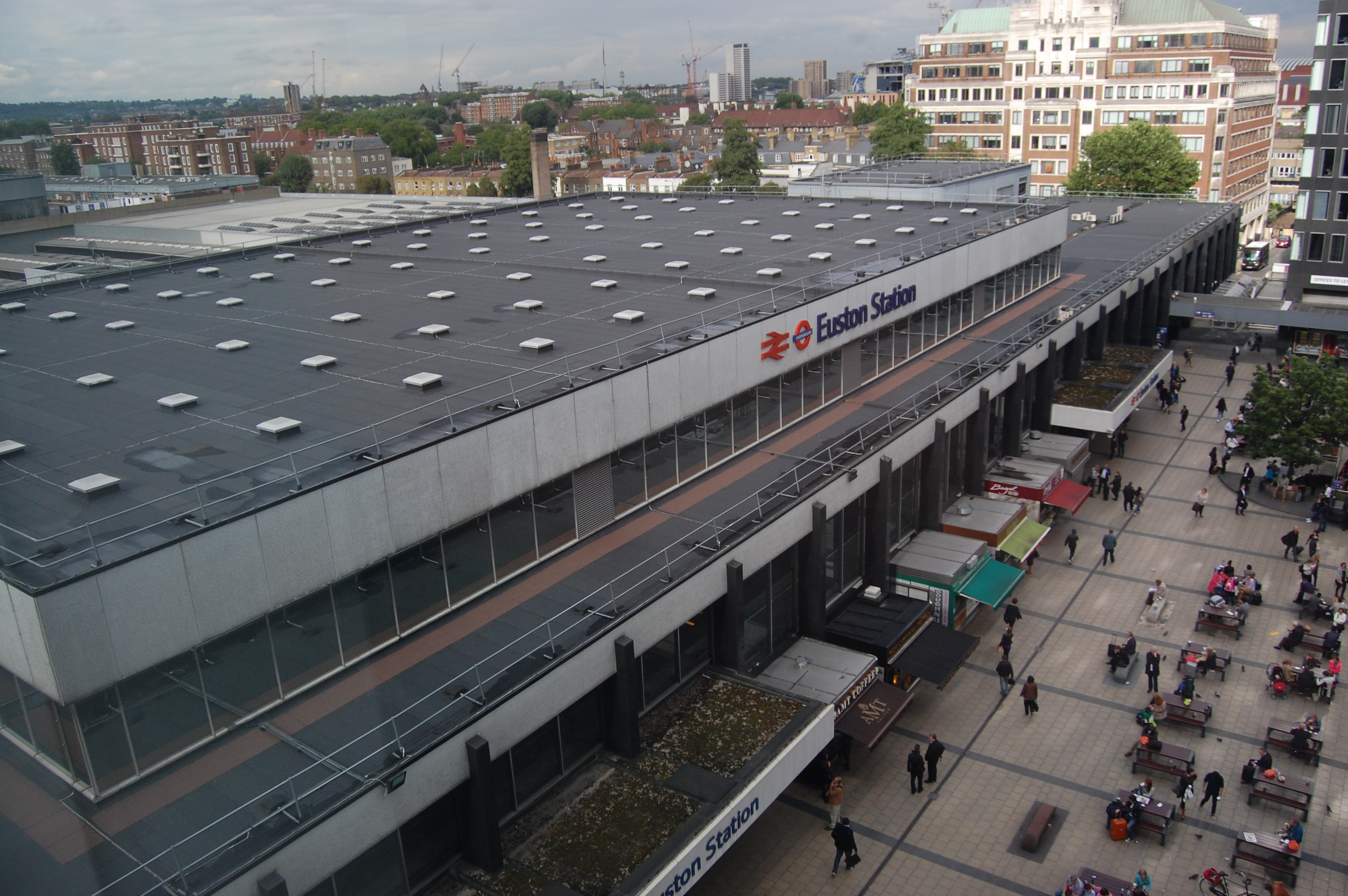
Краєвид на вокзал станції Юстон з гори

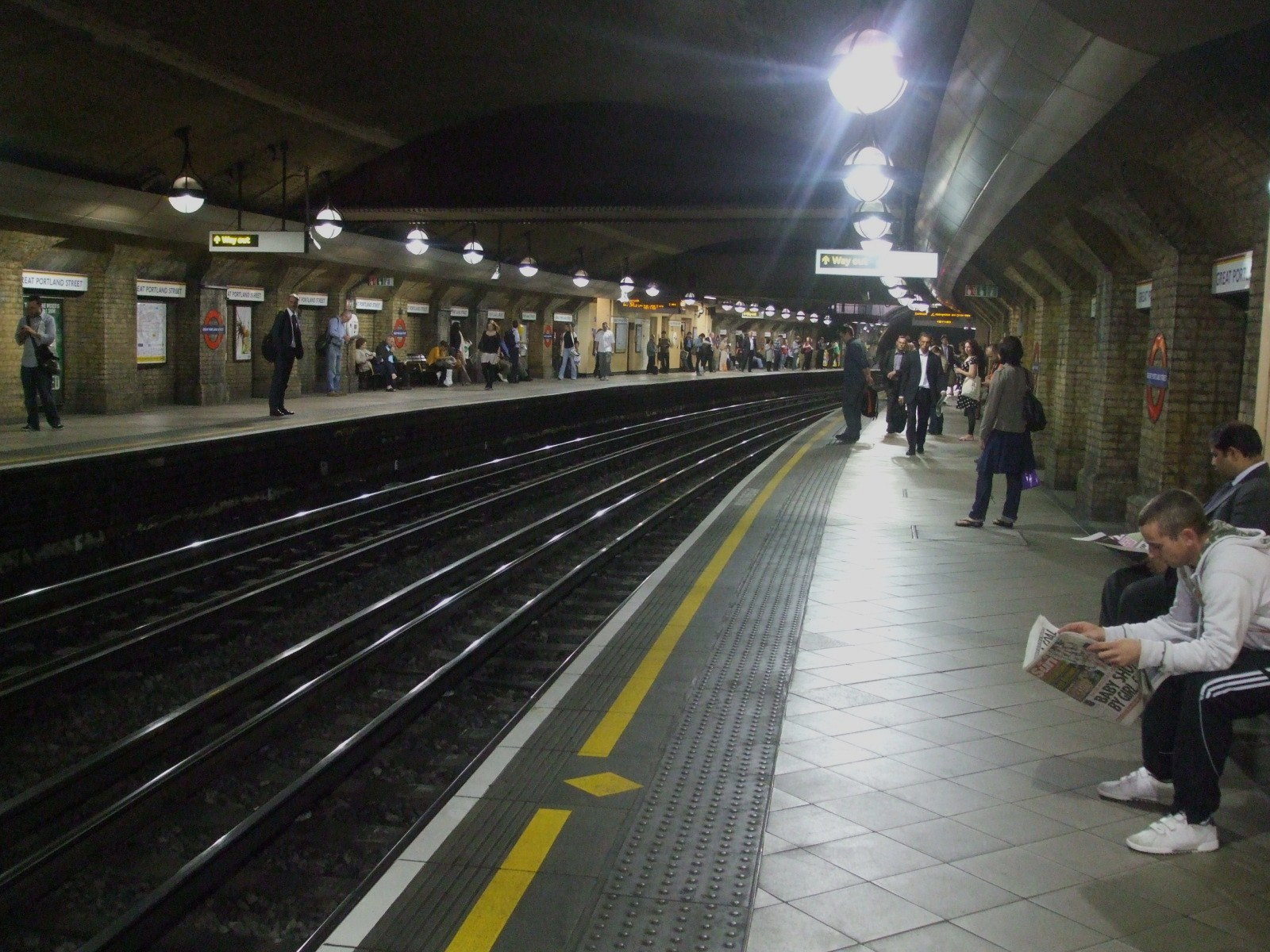
Платформа станції Юстон

51°31′42″ пн. ш. 0°07′59″ зх. д. / 51.5284° пн. ш. 0.1331° зх. д.
Юстон (англ. Euston) — станція Лондонського залізничного вузла на Юстон-роуд у лондонському боро Кемден під орудою Network Rail. Це південна кінцева станція для лінії West Coast Main Line (WCML) що прямує до Ліверпуль-Лайм-стріт, Манчестер-Пікаділлі, Единбург-Веверлі, Глазго-Сентрал, Бірмінгем-Нью-стріт, Голігеду і далі поромом до Дубліну. Приміські потяги з Юстону під орудою London Overground курсують лінією Watford DC Line, що прямує паралельно з WCML, до Вотфорд-джанкшен.
Станція відноситься до 1-ї тарифної зони. В 2017 році пасажирообіг станції становив 44.746 млн осіб

## Історія
- 20 липня 1837 — відкриття станції у складі London and Birmingham Railway (L&BR)

## Пересадки
Пересадки на автобуси маршрутів: 10, 59, 73, 205, 390
Існує пересадка на метростанцію Юстон, у кроковій досяжності знаходяться метростанція Юстон-сквер та залізничні станції Кінгс-кросс та Сент-Панкрас